# Крофорд (Небраска)
Крофорд (енгл. Crawford) град је у америчкој савезној држави Небраска.

## Демографија
По попису из 2010. године број становника је 997, што је 110 (-9,9%) становника мање него 2000. године.
| Група             | 2000.         | 2010.       |
| Белци             | 1.030 (93,0%) | 948 (95,1%) |
| Афроамериканци    | 1 (0,1%)      | 1 (0,1%)    |
| Азијати           | 0 (0,0%)      | 2 (0,2%)    |
| Хиспаноамериканци | 22 (2,0%)     | 10 (1,0%)   |
| Укупно            | 1.107         | 997         |